# 물리치료

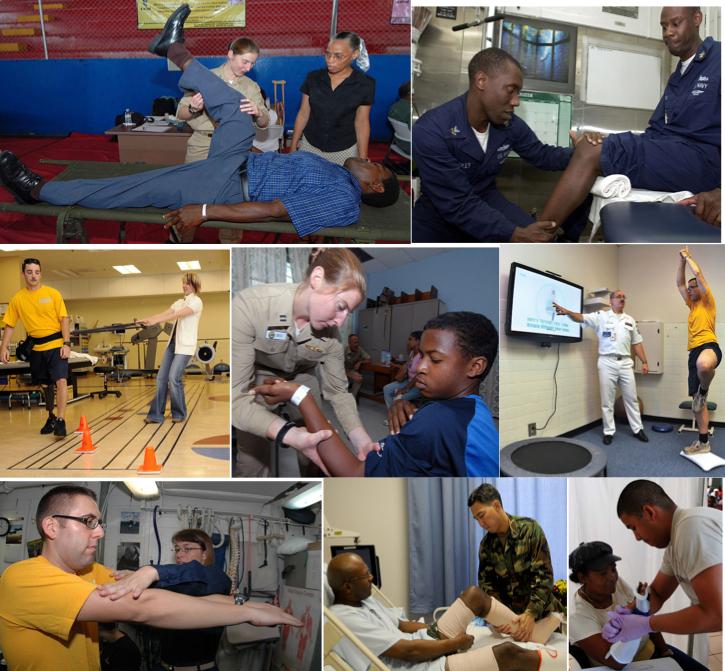
물리치료

물리치료(物理治療, 영어: physical therapy 또는 physiotherapy, 의학: PT)는 근골격계에 장애가 있는 사람의 기능적 회복과 재활을 위해 신경계와 근육계 및 골격계에 맨손(massage 및 manipulation)이나 비침습적으로 열, 빛, 전자기파, 외력 등을 적용하여 치료 및 통증관리를 하는 의료의 일종이다.
물리치료는 노화, 부상, 질병 또는 환경 요인에 의한 운동 기능 저하를 극복하고, 건강과 활동성을 위한 피트니스와 프로그램을 개발하여 운동 능력, 기능성을 지속적으로 향상시키는 것을 목적으로 한다.

## 이름의 유래
1. 중국에서는 物理治疗法[1], 物理疗法, 理疗,
2. 대만에서는 物理治療[2],
3. 일본에서는 理学療法[3] 또는 物理療法[4]이라고 한다.

'physical'의 어원인 'physic'에는 다음의 의미들이 담겨 있다.
1. 의료, 몸, 신체, 육체
- 의사를 뜻하는 'physician
- 영국의 가수인 올리비아 뉴턴 존의 곡 《Physical》
- 체육수업 또는 체육교육을 뜻하는 'physical education'
- 육체(근골격계)를 대상으로 치료하는 'physical therapy'

2. (구어에서)물리
- 물리학을 뜻하는 'physics'

online Merriam-Webster 백과사전에 의하면, 물리치료는 손상된 근골격계(physical) 기능과 움직임을 회복시키는 치료로서 운동이나 물리적(physical) 수단 등을 이용하는 것이다. 이러한 사전적 의미와 백과사전의 예에 따르면, 'physical therapy'에 대해 '물리'라는 용어를 사용한 것은 오역이 된다. 혹자는 물리적인 중재(intervention)를 이용하여 치료하므로 '물리'치료라고 주장하지만, physical(근골격계/육체적) therapy에 physical(물리적인) modality들이 사용되게 되면서 주객이 전도되는 언어적 착각이 일어난 것일 뿐, '물리'는 physical therapy의 근본 의미와 관련이 없다.
physical therapy에 대한 최고(古)의 문서는 스웨덴에서 가지고 있는데 스웨덴의 체조 관계자가 massage, manipulation, 그리고 exercise에 대해 기록한 것이다. 이러한 스웨덴에서 physical therapist를 '물리'와는 상관없이 sjukgymnast(someone involved in gymnastics for those who are ill)이라고 부르고 있는 것에서 알 수 있듯이 physical therapy의 의미는 '물리'에 있지 않다. 오해의 소지가 있는 명칭에 의한 이러한 본의 왜곡은, 우리 나라를 비롯한 한자권에서 별다른 설명없이 여전히 계속되고 있다.

## 분야

### 스포츠 물리치료
물리 치료사들은 운동 선수들의 부상을 치료하고 예방을 하는 것을 목적으로 한다. 주요 활동은 아래와 같이 5단계로 정리할 수 있다.

1. 응급–초기 부상 진단
2. 치료–효과적인 치료를 위한 전문가 조언과 기술의 적용
3. 재활–치료를 위한 점진적 관리
4. 예방–초기진단으로 확인된 결함의 식별 및 해결
5. 교육–부상 예방 또는 관리를 하기 위해 선수, 팀 또는 클럽을 대상으로 전문 지식 공유하는 예방교육.

프로 스포츠 팀에서 일하는 물리 치료사들은 국가 등록 기관을 통해 특별한 스포츠 자격증을 발급 받는다. 스포츠 환경에서 공부하는 대부분의 물리 치료사들은 스포츠 의학 협력 프로그램에 참여하여 교육받고 활동한다.

### 정형외과 물리치료
정형외과의 물리 치료사들은 정형 외과 수술 후 재활을 포함한 근골격계 질환 및 부상을 진단, 관리 및 치료한다. 정형외과 치료사들은 골절, 급성 운동 부상, 관절염, 염좌, 긴장, 등과 목의 통증, 척추 상태, 절단 등의 치료에 대해 교육을 받는다.
주사침, 운동 요법, 신경근 기술, 근육 훈련, 냉온찜질기, 전기 근육 자극 요법은 정형외과 물리치료에서 사용되는 것이다. 근육 재활을 위해 초음파를 사용하기도 한다. 근육, 뼈, 인대, 힘줄에 영향을 미치는 부상이나 질병을 앓는 사람들은 정형 외과 전문 물리 치료사의 도움을 받을 수 있다.

### 노인 물리치료
노인성 물리 치료는 대부분의 사람들이 노화로 인해 겪는 문제를 다룬다. 노인 물리 치료사들은 관절염, 골다공증, 암, 알츠하이머, 고관절 치환, 평형 장애, 실금 등 이러한 노인들의 병을 치료하는 것을 전문으로 하고 있다.

소아 물리치료
소아 물리치료는 출생 전후 성장 과정 중 중추신경계 및 근골격계에 손상을 입은 아동이 일상생활에서 기능적인 움직임을 할 수 있도록 돕는 치료를 말한다. 주요 환자로는 뇌성마비와 발달 지연 아동이 있고, 후천적인 질환으로 인한 운동 장애를 겪는 아동도 해당된다. 
치료방법으로는 대표적으로 '보바스 치료'와 '보이타 치료'가 있다.
- '보바스 치료'는 중추신경계 손상에 의한 긴장도와 동작 그리고 기능장애가 있는 개개인을 평가하고 치료하는 치료법이다. 치료의 목표는 촉진을 통한 자세조절과 선택적 동작의 향상을 통한 기능을 최적화하는데 있다.
- '보이타 치료': 스스로 뒤집기와 기기를 하지 못하는 아동들에게 일정한 자세를 취하게 치료사가 도와 동작이 나오도록 하는 유발점을 눌러서 반사적인 반응을 나오게 하고 이를 반복하여 규칙적으로 뇌에 자극을 각인 시키는 치료법이다. 

### 신경 물리치료
신경 물리 치료는 신경 질환이나 질병이 있는 사람들을 치료하는 것에 초점을 맞춘 분야이다. 뇌졸중, 만성 요통, 알츠하이머, 척수손상, 뇌성 마비, 다발성 경화증, 파킨슨 병, 안면 마비 등이 이에 해당된다. 신경 상태와 관련된 일반적인 손상은 시각, 균형, 보행 운동, 일상 생활 활동, 운동, 근력 등을 포함한 자립 기능의 상실을 말한다. 신경 물리 치료에 관련된 기술은 다양하며, 주기적인 전문 교육이 필요하다.

## 물리치료사
법률적으로 '의료기사'인 '물리치료사'만이 시술할 수 있다. 물리치료사 면허는 보건복지부 산하 한국보건의료인국가고시원 보관됨 2008-10-06 - 웨이백 머신에서7 대학의 물리치료(학)과 졸업예정자 이상을 대상으로 1년에 한 차례 시행하는 국가고시를 통해 취득할 수 있다.

## 같이 보기
- 카이로프랙틱
- 운동생리학
- 운동처방
- 작업치료
- 재활의학
- 스포츠 의학
- 치료

## 참고 문헌
1. ↑  http://www.iciba.com/%E7%89%A9%E7%90%86%E6%B2%BB%E7%96%97%E6%B3%95
2. ↑  http://www.ptaroc.org.tw/
3. ↑  http://www.japanpt.or.jp/
4. ↑  “보관된 사본”. 2013년 3월 31일에 원본 문서에서 보존된 문서. 2013년 1월 3일에 확인함.
5. ↑  http://dictionary.reference.com/browse/physic
6. ↑  http://dictionary.reference.com/browse/physical?s=t
7. ↑  online Merriam-Webster 백과사전
8. ↑  Inverarity, Laura; Grossman, K (2007년 11월 28일). “Types of Physical Therapy”. 《About.com》. The New York Times Company. 2016년 3월 4일에 원본 문서에서 보존된 문서. 2008년 5월 29일에 확인함.